# 中村貞裕
中村 貞裕（なかむら さだひろ、1971年1月20日 - ）は、日本の実業家。株式会社TRANSIT GENERAL OFFICE代表取締役。

## 来歴
東京都小金井市出身。父に影響されて「今何が流行っているのか」「今何がイケているのか」などに関心を抱く。
1995年に慶應義塾大学を卒業、バイヤーの藤巻幸夫に憧れて伊勢丹に入社、2年目に「クビになるつもりでおまえが好きなことをしてみろ」と叱咤されて仕事の動機を得る。
伊勢丹MD統括部婦人営業部から退職して「ファッション、建築、音楽、デザイン、アート、飲食をコンテンツに遊び場を創造する」を企業コンセプトにTRANSIT GENERAL OFFICEを2001年に設立する。
2001年にカフェ「OFFICE」を開業し、「Sign」「bills」の運営、ホテル「CLASKA」「堂島ホテル」「the SOHO」、シェアオフィス、などのブランディングやプロデュースに携わる。

## 株式会社TRANSIT GENERAL OFFICE
- 2001年5月 - 外苑前「OFFICE」
- 2001年8月 - 株式会社TRANSIT GENERAL OFFICE 設立
- 2002年4月 - 外苑前「Sign外苑前」
- 2003年9月 - ホテル「CLASKA」
- 2008年3月 - 七里ガ浜「bills」
- 2010年3月 - 青海「the SOHO」
- 2012年4月 - 「THE THEATRE TABLE / THE THEATRE COFFEE」
- 2013年11月 - 渋谷「MAX BRENNER CHOCOLATE BAR 表参道ヒルズ店」
- 2014年2月 - 青山「お好み たまちゃん 青山店」
- 2014年11月 - 中目黒「THE WORKS」
- 2015年3月 - 七里ガ浜「Pacific DRIVE-IN」
- 2015年4月 - メキシカンダイナー「Guzman y Gomez」、世界一のかき氷「ICE MONSTER」
- 2016年3月 - 東急プラザ銀座「THE APOLLO」
- 2016年11月 - 中目黒高架下「二◯加屋長介」
- 2017年4月 - 表参道ヒルズ「FRATELLI PARADISO」
- 2017年8月 - 恵比寿ガーデンプレイスタワー 「Longrain」
- 2018年9月 - 渋谷ストリーム「XIRINGUITO Escribà」
- 2018年10月 - 青山一丁目「Little Darling Coffee Roasters」

売上：グループ連結　114億92百万円（2019年10月実績）
従業員：グループ連結　3,206名（内役員・社員945名）2020年1月現在

## 著書
- 『中村貞裕式ミーハー仕事術』ディスカヴァー・トゥエンティワン、2012年7月。ISBN 9784799311844。OCLC 820815156。